# Rodolphe Seeldrayers
Rodolphe William Seeldrayers (Düsseldorf, 16 dicembre 1876 – Bruxelles, 7 ottobre 1955) è stato un dirigente sportivo belga, quarto Presidente della FIFA.

## Biografia
Fu il quarto Presidente della FIFA, tra il 1954 e il 1955.